# Benedikt Kraft
Benedikt Kraft (* 9. Oktober 1888 in Opfenbach; † 18. Oktober 1963 in Bamberg) war ein deutscher römisch-katholischer Theologe.

## Leben
Nach der Priesterweihe in Augsburg 1914 war er von 1917 bis 1921 Kaplan in Augsburg. Nach der Promotion zum Dr. theol. in München 1922 und der Habilitation an der Universität München 1924 war er Professor für neutestamentliche Exegese, Einleitung in das Neue Testament und biblische Hermeneutik an der PTH Bamberg (1930–1937). Rektor dieser Hochschule war er 1937–1955. Seine Emeritierung erfolgte 1955.
Seit 1909 war er Mitglied der katholischen Studentenverbindung KDStV Rheno-Franconia München im CV.

## Schriften (Auswahl)
- Die Evangelienzitate des heiligen Irenäus. Nach Überlieferung und Textart untersucht. Freiburg im Breisgau 1924.
- Die neutestamentliche Homilie. 1925.
- Der Sinn der heiligen Schrift. Einführung in das Bibelverständnis unter Berücksichtigung der Inspirationslehre. Bamberg 1947.
- Die Zeichen für die wichtigeren Handschriften des griechischen Neuen Testaments. Freiburg im Breisgau 1955.